# Oeuvre van Julius Röntgen

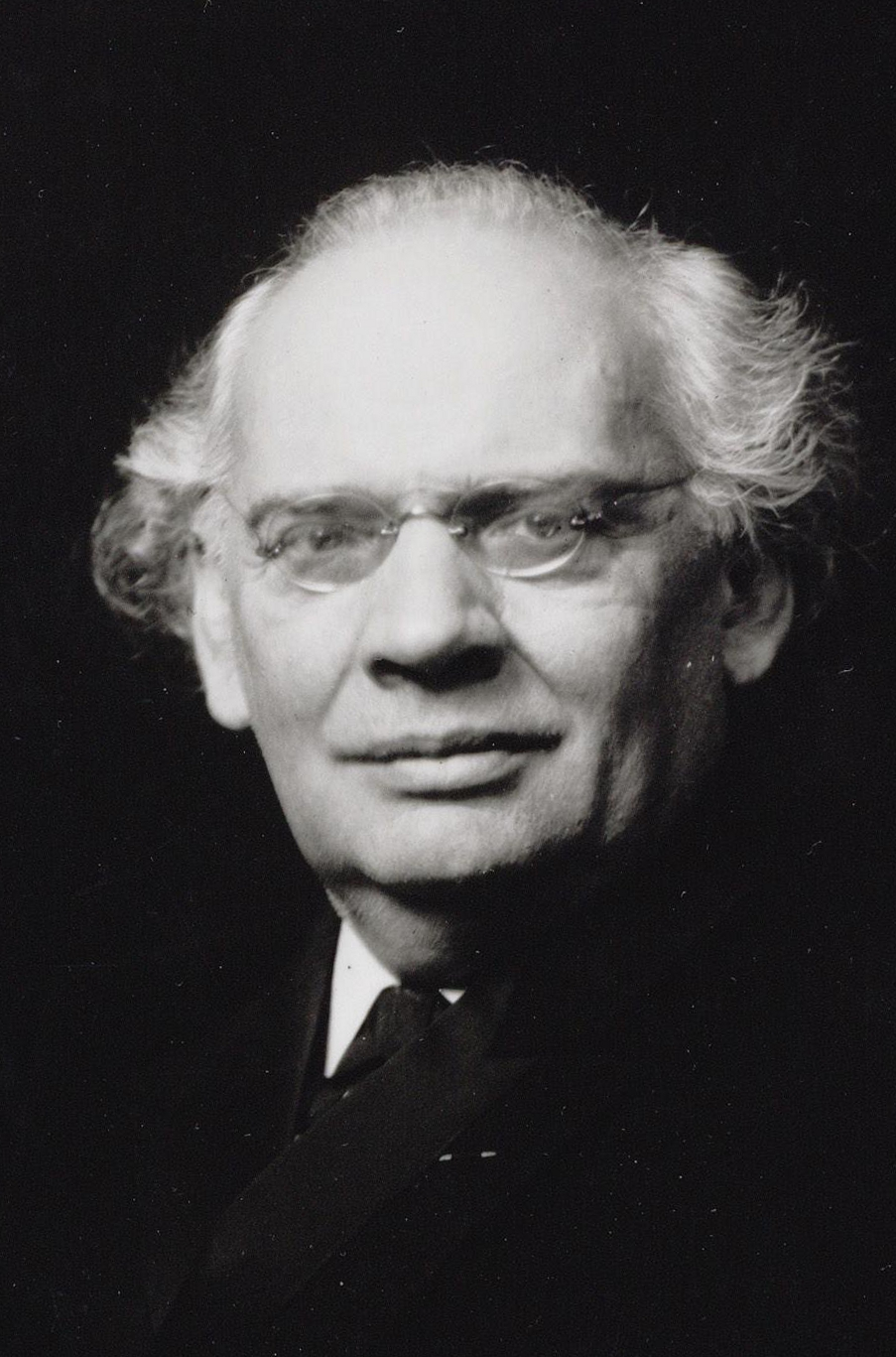
Julius Röntgen

Dit is een lijst met een gedeelte van het uit ruim 650 composities bestaande oeuvre van de Nederlandse componist Julius Röntgen (1855-1932), gerangschikt naar bezetting.

## Werken voor orkest

### Symfonieën
- Nr. 1 in G groot (1872)
- Nr. 2 in f klein / A groot (1874/75)
- Nr. 3 in c klein (1910)
- Nr. 4, Symphonietta humoristica (1922)
- Nr. 5 in a klein, Der Schnitter Tod (1926)
- Nr. 6, Rijck God, wie sal ic claghen (1928)
- Nr. 7 in f klein, Edinburgh (1930)
- Nr. 8 in cis klein (1930)
- Nr. 9, Bitonale (1930)
- Nr. 10 in D groot, Walzer (1930)
- Nr. 11 in g klein, Wirbel (1930)
- Nr. 12 in C groot, In Babylone (1930)
- Nr. 13 in a klein, Alle eendjes zwemmen in het water (1930)
- Nr. 14 in D groot, Winterthur (1930)
- Nr. 15 in fis klein (1931)
- Nr. 16, Shakespeares The Tempest (1931)
- Nr. 17, Aus Goethe's Wilhelm Meister (1931)
- Nr. 18 in A groot (1931)
- Nr. 19, über B.A.C.H. (1931)
- Nr. 20 in c klein, Mit Schlusschor über Goethe's Pröoemion (1931)
- Nr. 21 in a klein, (1931)
- Nr. 22 in Fis groot, (1931)
- Nr. 23 in c klein (1932)
- Nr. 24 in E groot (1932)

#### Andere werken voor orkest
- Suite Aus Jotunheim (1892), opgedragen aan Nina en Edvard Grieg
- Le Festin d'Ésope (van Charles-Valentin Alkan), op. 39 (1902)
- Een liedje van de zee, op. 45 (1902)
- Serenade (1902)
- Suite "Oud-Nederland" (1907)
- Drei Präludien und Fugen über G.H.G.B.F. (1919), opgedragen aan Gerard von Brucken Fock
- Ouverture Taufers (1921)

### Concerten

#### Voorpianoenorkest
- Pianoconcert nr. 1 in g klein (1873)
- Pianoconcert nr. 2 in D groot, op. 18 (1879)
- Pianoconcert nr. 3 in d klein (1887)
- Pianoconcert nr. 4 in F groot (1906)
- Pianoconcert nr. 5 in E groot (1929)
- Pianoconcert nr. 6 in e klein (1929)
- Pianoconcert nr. 7 in C groot (1930)

#### Voorvioolen orkest
- Suite in d klein, voor viool en strijkorkest (1892)
- Vioolconcert nr. 1 in a klein (1902)
- Ballade, voor viool en orkest (1918)
- Vioolconcert nr. 2 in D groot (1926)
- Vioolconcert nr. 3 in fis klein (1931), opgedragen aan Jelly d'Arányi

#### Voorcelloen orkest
- Celloconcert nr. 1 in e klein (1894)
- Celloconcert nr. 2 in g klein (1909), opgedragen aan Pablo Casals
- Shule Aroon en Bean Mhic A'Mhaoir, voor cello en orkest (1912)
- Celloconcert nr. 3 in fis klein (1928)

## Kamermuziek

### Cello en piano
- Sonate nr. 1 in B groot, op. 3 (1872)
- Sonate nr. 2 in a klein, op. 41
- Sonate nr. 3 in g klein (1905)
- Sonate nr. 4 in c klein (1906)
- Sonate nr. 5 in b klein, op. 56 (1907)
- Sonate nr. 6 in D groot (1914)
- Sonate nr. 7 in fis klein (1917)
- Sonate nr. 8 in d klein (1926)
- Sonate nr. 9 in e klein (1927)
- Sonate nr. 10 in c klein (1927)
- Sonate nr. 11 in d klein (1930)
- Sonate nr. 12 in a klein (1931)
- Sonate nr. 13 in cis klein (1931)
- Sonate nr. 14 in C groot (1931)